# ゴルメサブズィ

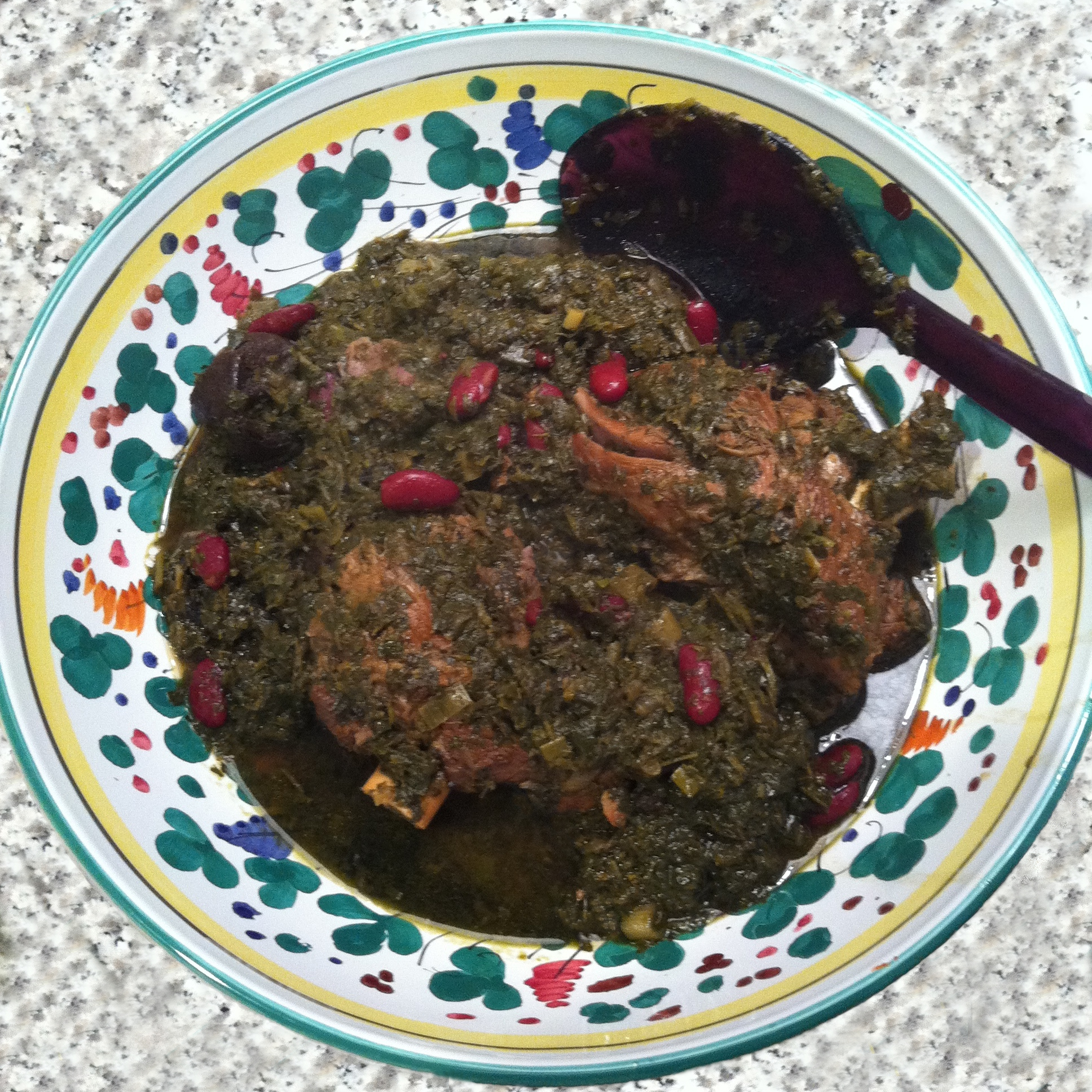
ゴルメサブズィ

- ゴルメ・サブズィー[1]
- ゴルメサブジ[2]
- ゴルメサブズイ[3]

ゴルメサブズィ (波:  قرمه سبزی, 英: Ghormeh Sabzi) は、イラン料理で、ホレシュの一種。ホレシュ・サブズィーともよばれる。ゴルメは煮込み、サブズィは香草を意味する。
イランで生まれたイラン料理であり、イランの国民食の一つであるほか、イラク、アゼルバイジャン、トルキエでも人気がある。

## 調理の仕方
乾燥させた様々な香草・野菜類（パセリ、コリアンダー、フェヌグリーク、リークやネギ、玉ネギなど）を炒めて、インゲン豆、黄エンドウ豆、グリンピースなどの豆類と牛肉もしくは羊肉とともに煮込む。
チェロウ（ライス）やタフ・ディーグ（おこげ）に乗せて供される。

## 評価

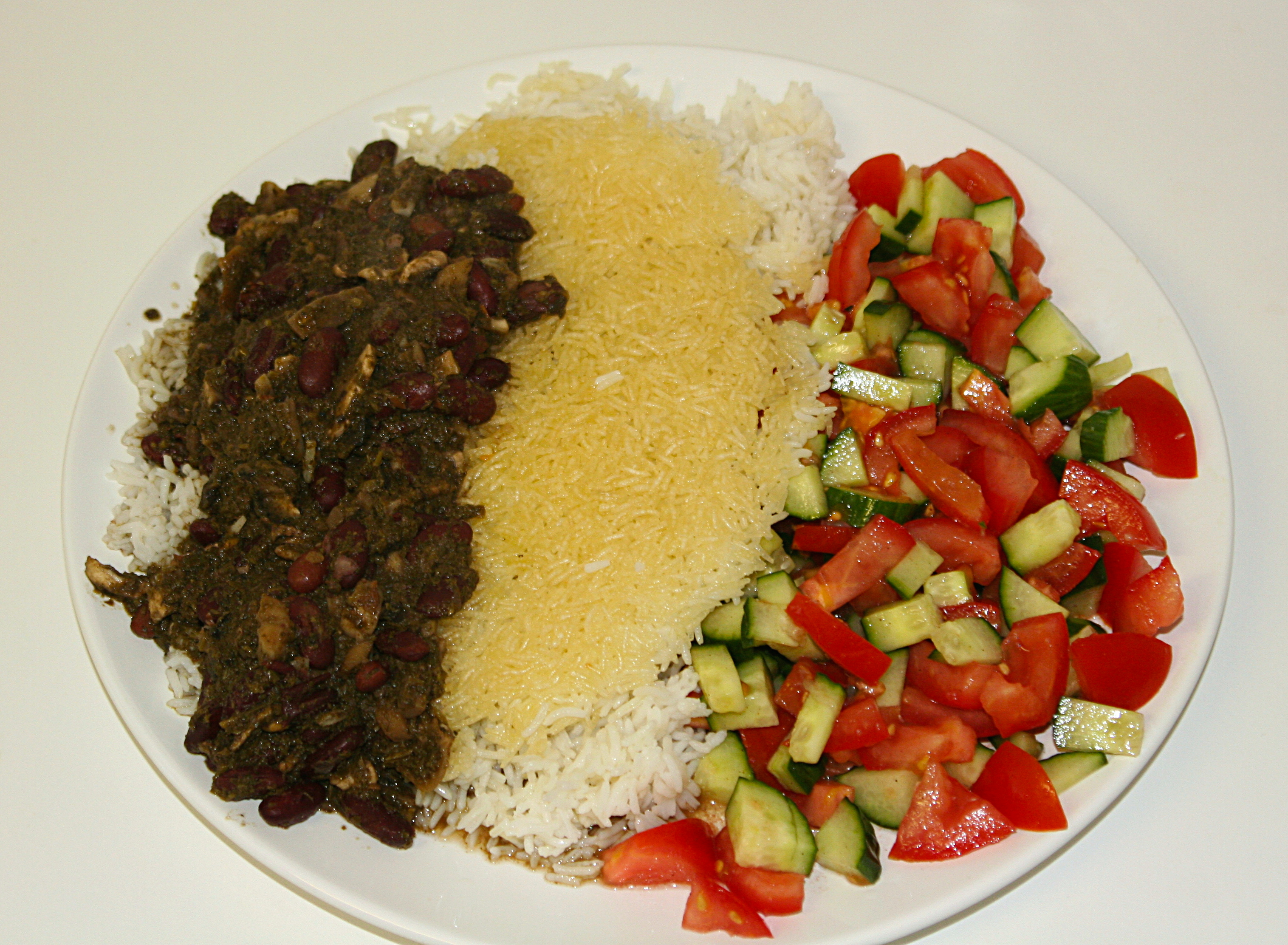
チェロウとシーラーズィ・サラダを添えたゴルメサブズィ

イラン人の父を持つダルビッシュ有投手は、ゴルメサブズィが自身の「ソウルフード」とブログにつづっている。

## 関連リンク
- ゴルメサブズィー
- Ghormeh Sabzi (recipe, ingredients, instructions, and variety)
- Ghormeh Sabzi recipe and picture
- Ghorme Sabzi (Ghormeh Sabzi ) Recipe
- Ghorme Sabzi recipe
- Iranian Stews (Khoresh)
- Extremely Easy to Follow Qormeh Sabzi Recipe
- Persian Cooking Finds a Home in Los Angeles

| サブスタブ | この項目は、まだ閲覧者の調べものの参照としては役立たない、書きかけの項目です。この項目を加筆・訂正などしてくださる協力者を求めています。このテンプレートは分野別のサブスタブテンプレートやスタブテンプレート（Wikipedia:分野別のスタブテンプレート参照）に変更することが望まれています。 |